# McKaley Miller
McKaley Miller (sinh ngày 14 tháng 5 năm 1996) là một nữ diễn viên người Mỹ. Cô được biết đến nhiều nhất với vai diễn tuổi teen Dana Monohan trong loạt phim ABC The Gates năm 2010 và vai Rose Hattenbarger trong loạt phim The CW Hart of Dixie từ năm 2011 đến 2015.

## Tiểu sử
Miller sinh ra ở Texas. Vai diễn đáng chú ý đầu tiên của cô là trong bộ phim truyền hình năm 2006 Inspector Mom với sự tham gia của Danica McKellar. Cô cũng xuất hiện trong một vài bộ phim độc lập. Năm 2011, Miller xuất hiện với vai Talia trong ba tập của bộ phim sitcom Disney Channel Wizards of Waverly Place, với tư cách là tình yêu dành cho nhân vật Max Russo của Jake T. Austin.
Cô đóng vai chính trong bộ phim The Iceman năm 2013, đóng vai con gái của nhân vật Winona Ryder. Năm 2014, cô xuất hiện trong bộ phim sitcom ngắn ngủi Partners, đóng vai con gái riêng của nhân vật Kelsey Grammer. Cô cũng là khách mời trong sê-ri MTV Awkward với tư cách là người yêu của Matty Mckibben. Năm 2015, cô đóng vai khách mời trong bộ phim Scream Queens với vai Sophia.

## Các phim đã đóng
| Năm       | Tựa phim                     | Vai diễn           |
| --------- | ---------------------------- | ------------------ |
| 2006      | Inspector Mom                | Friend of Tara     |
| 2010      | The Gates                    | Dana Monohan       |
| 2011      | Wizards of Waverly Place     | Talia Robinson     |
| 2011      | Grand Prix: The Winning Tale | Flirty Little Girl |
| 2011–2015 | Hart of Dixie                | Rose Hattenbarger  |
| 2011      | Traveling                    | Kaylee             |
| 2012      | General Education            | Emily Collins      |
| 2013      | The Iceman                   | Anabel Kuklinski   |
| 2013      | Awkward                      | Bailey             |
| 2014      | Wish I Was Here              | Nicole             |
| 2014      | Partners                     | Lizzie Braddock    |
| 2014      | Where Hope Grows             | Katie Campbell     |
| 2015      | Bones                        | Cayla Seligman     |
| 2015      | K.C. Undercover              | Eliza Montgomery   |
| 2015      | Nicky, Ricky, Dicky & Dawn   | Emily              |
| 2015      | Scream Queens                | Sophia Doyle       |
| 2016      | Faking It                    | Rachel             |
| 2016      | Super Novas                  | Tracey             |
| 2016      | Speechless                   | Claire             |
| 2016      | The Standoff                 | Sophie Jackson     |
| 2017      | Drink Slay Love              | Bethany            |
| 2018      | Charmed                      | Brenda             |
| 2019      | Into the Dark                | Jo                 |
| 2019      | Ma                           | Haley              |
| 2019      | Dwight in Shining Armor      | Agnet              |
| 2020      | Butter                       | Anna               |
| 2020-2022 | 9-1-1: Lone Star             | Brianna            |
| 2023      | You're Killing Me            | Eden               |
| CTB       | Roll with It                 | Samantha           |
| CTB       | Unfollowed                   | Maddie Sullivan    |